# Snowboard nos Jogos Olímpicos de Inverno de 2010 - Halfpipe masculino
A competição do halfpipe masculino do snowboard nos Jogos Olímpicos de Inverno de 2010 ocorreu no dia 17 de fevereiro de 2010 na Montanha Cypress, em West Vancouver.

## Medalhistas
| Ouro   | USA Shaun White     |
| Prata  | FIN Peetu Piiroinen |
| Bronze | USA Scotty Lago     |

## Resultados

### Qualificação
| Pos. | Grupo | Bib | Atleta                  | 1ª descida | 2ª descida | Melhor | Notas |
| ---- | ----- | --- | ----------------------- | ---------- | ---------- | ------ | ----- |
| 1    | 1     | 5   | USA Shaun White         | 45.8       | 10.8       | 45.8   | QF    |
| 2    | 1     | 6   | JPN Ryō Aono            | 33.2       | 43.1       | 43.1   | QF    |
| 3    | 1     | 3   | USA Louie Vito          | 26.1       | 41.8       | 41.8   | QF    |
| 4    | 1     | 16  | FRA Aluan Ricciardi     | 25.4       | 37.9       | 37.9   | QS    |
| 5    | 1     | 1   | CHN Zeng Xiaoye         | 14.0       | 32.8       | 32.8   | QS    |
| 6    | 1     | 7   | FRA Mathieu Crépel      | 32.6       | 2.5        | 32.6   | QS    |
| 7    | 1     | 9   | GBR Ben Kilner          | 21.5       | 32.1       | 32.1   | QS    |
| 8    | 1     | 2   | FRA Gary Zebrowski      | 31.6       | 18.7       | 31.6   | QS    |
| 9    | 1     | 14  | AUS Ben Mates           | 28.3       | 29.6       | 29.6   | QS    |
| 10   | 1     | 12  | NZL James Hamilton      | 5.2        | 28.0       | 28.0   |       |
| 11   | 1     | 4   | FIN Janne Korpi         | 26.5       | 15.6       | 26.5   |       |
| 12   | 1     | 10  | KOR Kim Ho-Jun          | 8.4        | 25.8       | 25.8   |       |
| 13   | 1     | 8   | SUI Markus Keller       | 13.6       | 20.4       | 20.4   |       |
| 14   | 1     | 15  | NOR Ståle Sandbech      | 9.1        | 20.1       | 20.1   |       |
| 15   | 1     | 11  | ESP Rubén Verges        | 9.4        | 19.5       | 19.5   |       |
| 16   | 1     | 13  | NOR Roger S. Kleivdal   | 15.7       | 18.4       | 18.4   |       |
| 17   | 1     | 19  | SUI Christian Haller    | 8.0        | 16.0       | 16.0   |       |
| 18   | 1     | 18  | NED Dolf van der Wal    | 14.5       | 11.8       | 14.5   |       |
| 19   | 1     | 20  | POL Michał Ligocki      | 10.8       | 11.1       | 11.1   |       |
| 20   | 1     | 17  | ITA Manuel Pietropoli   | 9.3        | 5.2        | 9.3    |       |
| 1    | 2     | 37  | FIN Peetu Piiroinen     | 44.0       | 45.1       | 45.1   | QF    |
| 2    | 2     | 28  | JPN Kazuhiro Kokubo     | 42.1       | 42.5       | 42.5   | QF    |
| 3    | 2     | 27  | SUI Iouri Podladtchikov | 36.3       | 41.4       | 41.4   | QF    |
| 4    | 2     | 34  | USA Greg Bretz          | 36.2       | 41.3       | 41.3   | QS    |
| 5    | 2     | 36  | FIN Markku Koski        | 39.3       | 11.9       | 39.3   | QS    |
| 6    | 2     | 38  | USA Scotty Lago         | 39.0       | 28.4       | 39.0   | QS    |
| 7    | 2     | 30  | JPN Kohei Kudo          | 3.2        | 37.1       | 37.1   | QS    |
| 8    | 2     | 23  | FIN Markus Malin        | 32.8       | 36.7       | 36.7   | QS    |
| 9    | 2     | 26  | CAN Justin Lamoureux    | 12.6       | 35.4       | 35.4   | QS    |
| 10   | 2     | 22  | FRA Arthur Longo        | 34.5       | 32.4       | 34.5   |       |
| 11   | 2     | 33  | GER Christophe Schmidt  | 9.8        | 32.3       | 32.3   |       |
| 12   | 2     | 32  | AUS Scott James         | 7.6        | 28.2       | 28.2   |       |
| 13   | 2     | 24  | CAN Brad Martin         | 11.2       | 27.5       | 27.5   |       |
| 14   | 2     | 29  | SUI Sergio Berger       | 7.3        | 26.2       | 26.2   |       |
| 15   | 2     | 25  | JPN Daisuke Murakami    | 15.1       | 23.5       | 23.5   |       |
| 16   | 2     | 35  | NOR Tore Viken Holvik   | 23.1       | 19.6       | 23.1   |       |
| 17   | 2     | 21  | CAN Jeff Batchelor      | 14.9       | 18.5       | 18.5   |       |
| 18   | 2     | 39  | NZL Mitchell Brown      | 18.4       | 15.2       | 18.4   |       |
| 19   | 2     | 31  | CHN Shi Wancheng        | 15.8       | 18.0       | 18.0   |       |
| 20 ! | 2     | 40  | NOR Fredrik Austbø      | DNS        | DNS        | DNS    |       |

### Semifinal
| Pos. | Bib | Atleta               | 1ª descida | 2ª descida | Melhor | Notas |
| ---- | --- | -------------------- | ---------- | ---------- | ------ | ----- |
| 1    | 23  | FIN Markus Malin     | 42.9       | 21.9       | 42.9   | QF    |
| 2    | 34  | USA Greg Bretz       | 42.1       | 38.0       | 42.1   | QF    |
| 3    | 38  | USA Scotty Lago      | 41.3       | 16.2       | 41.3   | QF    |
| 4    | 7   | FRA Mathieu Crépel   | 37.2       | 22.6       | 37.2   | QF    |
| 5    | 36  | FIN Markku Koski     | 37.1       | 12.8       | 37.1   | QF    |
| 6    | 26  | CAN Justin Lamoureux | 36.2       | 20.2       | 36.2   | QF    |
| 7    | 2   | FRA Gary Zebrowski   | 20.1       | 36.1       | 36.1   |       |
| 8    | 30  | JPN Kohei Kudo       | 30.6       | 33.5       | 33.5   |       |
| 9    | 16  | FRA Aluan Ricciardi  | 33.2       | 12.8       | 33.2   |       |
| 10   | 1   | CHN Zeng Xiaoye      | 32.9       | 16.2       | 32.9   |       |
| 11   | 14  | AUS Ben Mates        | 3.6        | 27.5       | 27.5   |       |
| 12   | 9   | GBR Ben Kilner       | 3.1        | 17.0       | 17.0   |       |

### Final
| Pos.              | Bib | Atleta                  | 1ª descida | 2ª descida | Melhor | Notas |
| ----------------- | --- | ----------------------- | ---------- | ---------- | ------ | ----- |
| Medalha de ouro   | 5   | USA Shaun White         | 46.8       | 48.4       | 48.4   |       |
| Medalha de prata  | 37  | FIN Peetu Piiroinen     | 40.8       | 45.0       | 45.0   |       |
| Medalha de bronze | 38  | USA Scotty Lago         | 42.8       | 17.5       | 42.8   |       |
| 4                 | 27  | SUI Iouri Podladtchikov | 42.4       | 17.6       | 42.4   |       |
| 5                 | 3   | USA Louie Vito          | 39.1       | 39.4       | 39.4   |       |
| 6                 | 36  | FIN Markku Koski        | 36.4       | 25.0       | 36.4   |       |
| 7                 | 26  | CAN Justin Lamoureux    | 33.8       | 35.9       | 35.9   |       |
| 8                 | 28  | JPN Kazuhiro Kokubo     | 30.5       | 35.7       | 35.7   |       |
| 9                 | 6   | JPN Ryō Aono            | 32.9       | 29.1       | 32.9   |       |
| 10                | 7   | FRA Mathieu Crépel      | 25.9       | 8.7        | 25.9   |       |
| 11                | 23  | FIN Markus Malin        | 16.7       | 18.6       | 18.6   |       |
| 12                | 34  | USA Greg Bretz          | 18.3       | 13.0       | 18.3   |       |

Legenda
| Recorde mundial      | Recorde mundial (World record)               |                       | Recorde africano                      | Recorde africano (African) |                                           | Q | Classificado por posição (Qualified) |
| Recorde olímpico     | Recorde olímpico (Olympic record)            | Recorde da América    | Recorde da América (Americas)         | q                          | Classificado por melhor tempo (Qualified) |   |                                      |
| Melhor marca do ano  | Melhor marca do ano (World leading)          | Recorde asiático      | Recorde asiático (Asian)              | DNS                        | Não largou (Did not start)                |   |                                      |
| Recorde nacional     | Recorde nacional (National record)           | Recorde europeu       | Recorde europeu (European)            | DNF                        | Não terminou (Did not finish)             |   |                                      |
| Recorde pessoal      | Recorde pessoal do atleta (Personal best)    | Recorde da Oceania    | Recorde da Oceania (Oceania)          | DSQ / DQ                   | Desclassificado (Disqualified)            |   |                                      |
| Recorde da temporada | Recorde da temporada do atleta (Season best) | Recorde sul-americano | Recorde sul-americano (South America) | NM                         | Sem marca (No mark)                       |   |                                      |